# Acaena subnitens
Acaena subnitens é uma espécie de rosácea do gênero Acaena, pertencente à família Rosaceae.